# Normale familie
In de complexe functietheorie, een deelgebied van de wiskunde, is een normale familie een pre-compacte klasse van continue functies. Dit betekent dat de functies in de klasse noch buitengewoon talrijk noch wijd verspreid zijn, veeleer op een relatief 'compacte' wijze aan elkaar plakken. Normale families zijn van algemeen belang om compacte verzamelingen in functieruimten te begrijpen, omdat zij meestal oneindig dimensies hebben.
Een familie, dat wil zeggen een verzameling {\displaystyle {\mathcal {F}}}, van continue functies die op een volledige metrische ruimte {\displaystyle X} zijn gedefinieerd met waarden in een andere volledige metrische ruimte {\displaystyle Y}, wordt normaal genoemd, als iedere rij van de functies in {\displaystyle {\mathcal {F}}} een deelrij bevat die uniform convergeert op compacte deelverzamelingen van {\displaystyle X} naar een continue functie van {\displaystyle X} naar {\displaystyle Y}.
Een klasse van holomorfe functies, die op een open deelverzameling van het complexe vlak is gedefinieerd, is volgende de stelling van Montel dan en slechts dan normaal als deze klasse lokaal is begrensd.